# Lice straha (1993.)
Lice straha (eng. Fearless) je američka drama iz 1993. godine koju je režirao Peter Weir, a za koju je scenarij napisao Rafael Yglesias prema vlastitom romanu. Film je u cijelosti snimljen u Kaliforniji.
Glumica Rosie Perez za svoju je ulogu Carle Rodrigo bila nominirana u kategoriji najbolje sporedne glumice za prestižnu filmsku nagradu Oscar. Film je ušao u službenu konkurenciju filmskog festivala u Berlinu. Uloga Jeffa Bridgesa kao Maxa Kleina u filmu često se smatra njegovom najboljom glumačkom performansom u karijeri. Radnja filma temeljena je padu zrakoplova 832 kompanije United Airlines.

## Radnja
Tijekom poslovnog putovanja, Max Klein (Jeff Bridges) preživljava zrakoplovnu nesreću na putu iz San Francisca do Houstona. Dok je zrakoplov slijetao, Max se neobjašnjivo pomorio s činjenicom da će umrijeti. To otkrivenje navelo ga je da i druge suputnike pokuša umiriti, a također je otišao sjesti i pokraj dječaka Byrona Hummela (Daniel Cerny) koji je putovao sam. Psihološka trauma tog događaja transformirat će njegovu osobnost pa će Max ući u alternativno stanje svijesti, razmišljajući o svom životu iz druge perspektive i postavši opterećen egzistencijalnim pitanjima života i smrti.
Odmah nakon nesreće, Max kao jedan od preživjelih putnika iznajmljuje automobil i odvozi se iz Bakersfielda (gdje se avion srušio) do Los Angelesa, usput posjetivši svoju staru ljubav iz srednje škole Alison (Debra Monk) koju nije vidio punih 20 godina. Tijekom zajedničkog ručka u restoranu, Alison primijeti da Max jede jagode što joj se učini čudnim, budući zna da je on na iste alergičan. Max se na to samo nasmiješi i odgovori joj da je "prešao preko svega toga" i bez problema pojede voće. U hotelu u kojem je odsjeo pronađu ga dvojica agenata FBI-a koji ga ispituju zbog čudnog načina na koji je otišao i činjenice što o svom preživljavanju nesreće odmah nije obavijestio suprugu i obitelj ili što nije ostao na mjestu nesreće s drugim preživjelima. Nakon toga predstavnica zrakoplovne kompanije čiji se avion srušio donosi Maxu besplatne karte za vlak kako bi se vratio u San Francisco. Max ih odbija izrazivši želju da se želi zrakoplovom vratiti kući i da ne osjeća više strah od letenja. Na putu kući upoznaje Dr. Billa Perlmana (John Turturro), psihijatra kojeg je unajmila zrakoplovna kompanija i koji Maxu nudi savjete u vezi post-traumatskog poremećaja.
Dr. Perlman otprati Maxa kući gdje njegova supruga Lauren (Isabella Rossellini) odmah započinje primjećivati njegovo čudno ponašanje. Max onako usput, potpuno bezosjećajno govori Nan Gordon (Deirdre O'Connell), supruzi njegovog prijatelja i poslovnog partnera, da je njezin suprug Jeff (John de Lancie) poginuo u nesreći. Mediji proglase Maxa "dobrim Samarićaninom" te ga pokušaju intervjuirati u trenutku kad mu mali Byron dolazi u posjetu i javno zahvali što je tješio ostale putnike tijekom nesreće, ali Max izbjegava davati bilo kakve izjave. Kako vrijeme prolazi, Max postaje sve udaljeniji od Lauren i njihovog sina Jonaha (Spencer Vrooman) zbog svoje preokupacije s izazovima smrti. O sebi započne misliti da je neranjiv, što navede dr. Perlmana da se zabrine zbog takvih Maxovih iluzija. Perlman nagovori Maxa da upozna još jednu preživjelu, Carlu Rodrigo (Rosie Perez) u nadi da će jedno drugome moći pomoći. Carla, koja je izgubila dvogodišnjeg sina u nesreći, bori se s osjećajem krivnje, okrivljavajući sebe što vlastito dijete nije čvršće držala u naručju. Max i Carla uskoro razviju intimno prijateljstvo dok joj on pomaže da se uzdigne iznad depresije i oslobodi se krivnje.
Max, Lauren i Nan sastanu se s odvjetnikom Stevenom Brillsteinom (Tom Hulce) koji nagovara Maxa da pretjera u svom svjedočenju kako bi se povećala financijska kompenzacija iz zrakoplovne kompanije za Nan. Max izražava svoju neudobnost laganjem, ali ipak pristaje kad postane svjestan u kakvoj se financijskoj situaciji Nan nalazi kao udovica. Nelagoda laži uzrokuje napadaj panike kod Maxa koji istrčava iz ureda i odlazi na krov zgrade gdje se penje na samu liticu. I dok Max stoji na litici, gledajući dolje prema ulici, njegov napadaj panike prolazi i ponovno se susretne sa svojom neustrašivosti. Lauren slijedi Maxa do krova i nakon što ga vidi na rubu zgrade započne vjerovati da je postao suicidalan.
Na kraju Maxov niz dramatičnih pokušaja guranja granice života i smrti pomognu Carli da se počne nositi sa smrću svog sina. Međutim, nakon što se njih dvoje prestanu viđati, Max i dalje ostaje udaljen od odnosa sa svojom suprugom i sinom. Brillstein dolazi do kuće Kleinovih kako bi proslavili najnoviju financijsku ponudu zrakoplovne kompanije te donosi košaru raznog voća. Max počne jesti jednu jagodu, ali za razliku od restorana na početku, sada doživljava alergijsku reakciju i počne se gušiti. Dok leži na podu daveći se, prihvaća stvarnost svoje smrti kad ga odjednom Lauren oživi dajući mu disanje usta na usta. On preživljava i oporavlja se od svog emotivnog stanja te se ponovno spaja sa svojom obitelji i svijetom oko sebe. 

## Glumačka postava
- Jeff Bridges kao Max Klein
- Isabella Rossellini kao Laura Klein
- Rosie Perez kao Carla Rodrigo
- Tom Hulce kao Brillstein
- John Turturro kao Dr. Bill Perlman
- Benicio del Toro kao Manny Rodrigo
- Deirdre O'Connell kao Nan Gordon
- John de Lancie kao Jeff Gordon
- Debra Monk kao Alison

## Kritike
Film Lice straha uglavnom je dobro prihvaćen od strane kritičara. Na popularnoj Internet stranici Rotten Tomatoes film ima 86% pozitivnih ocjena (na temelju 28 skupljenih kritika) s prosječnom ocjenom od 7.7/10.

## Vanjske poveznice
- Lice straha u internetskoj bazi filmova IMDb-a
- Lice straha na Rotten Tomatoes
- Fearless Clip  Arhivirana inačica izvorne stranice od 2. listopada 2008. (Wayback Machine) scena zrakoplovne nesreće